# K-Directorate
K-Directorate este un grup de crimă organizată în serialul Alias, cu sediul la Sankt Petersburg. Este dușmanul organizației CIA, dar și al Alianței celor Doisprezece. Apare mai mult în primul sezon.
K-Directorate este o organizație criminală alcătuită din foști membri ai blocului sovietic. A obținut câteva artefacte ale lui Rambaldi, printre care și manuscriptul care conține Pagina 47. Unul dintre cei mai cunoscuți agenți este Anna Espinosa.
După apariția unui nou grup, condus de o persoană misteriosă cunoscută sub numele de "Omul", K-Directorate începe să decadă. Acest nou grup a atacat SD-6 și l-a distrus pe rivalul acestuia, FTL. SD-6 află de o întâlnire dintre organizația "Omului" și K-Directorate la Moscova pentru a discuta despre tehnologia lui Rambaldi. Sydney Bristow și Marcus Dixon trebuiau să spioneze această întâlnire. Julian Sark se oferă să transfere 100,000,000 de dolari contului K-Directorate din Insulele Cayman. În schimb, Sark cere manuscriptul lui Rambaldi. Oferta este refuzată de către șeful K-Directorate, Ilyich Ivankov, iar Sark îl ucide imediat. Proaspătul promovat șef al K-Directorate, Lavro Kessar, acceptă oferta. La o ședință, Arvin Sloane își anunță echipa că corpul lui Ivankov a fost livrat la sediul K-Directorate vas cu marfă, într-o cutie cu cod. Kessar a dispărut, iar Sloane presupune că Sark îl ține ostatic până la livrarea manuscrisului în Tunisia. Sydney reușește să intercepteze manuscrisul înaintea lui Sark. Nu este dezvăluită soarta lui Kessar, deși Sloane presupune că K-Directorate, probabil, va primi un alt transport cu pește. Ultima dată când se aude despre această organizație este atunci când angajează un asasin numit "Ghețarul" pentru a-l omorî pe Bentley Calder. Calder era asociat cu Irina Derevko și Alexander Khasinau.
Aproape nimic nu se mai aude despre K-Directorate după sezonul 1. În sezonul 4, Jack menționează că organizația a fost distrusă. Anna Espinosa, presupusă după căderea organizației, iese la suprafață, în același episod, ca un agent independent. 

## Personal cunoscut
- Brandon Dahlgren
- Anna Espinosa
- Noah Hicks (alias "Ghețarul" (The Snowman), un agent dublu în interiorul SD-6, asasin și fostul iubit al lui Sydney)
- Ilyich Ivankov (lider, până când este asasinat de către Sark)
- Lavro Kessar (al doilea om în conducere după Ilyich, până când este "promovat" de Sark, probabil mort)